# Herenstraat (Nieuwegein)
De Herenstraat is een straat in de Nederlandse plaats Nieuwegein, voorheen het dorp Jutphaas. De straat loopt vanaf de Structuurbaan en Symfonielaan tot aan de Kruyderlaan waarin hij overgaat. Parallel aan de Herenstraat stroomt het Merwedekanaal. Tot de zijstraten behoort de Buxtehudelaan, Utrechtsestraatweg, Het Sluisje, Armensteeg, Schoolstraat, Vredebestlaan en de Hildo Kropstraat. Aan de Herenstraat staan tal van rijksmonumenten. De straat is ongeveer 1,5 km lang.

## Geschiedenis
De Herenstraat heette voorheen Dorpstraat, totdat op 1 juli 1971 de dorpen Jutphaas en Vreeswijk zijn samengevoegd tot de nieuw gevormde gemeente Nieuwegein. Tot 1892 stroomde langs de Dorpstraat de Keulse Vaart die uiteindelijk onderdeel werd van het Merwedekanaal en de naam hierdoor verdween, met daaroverheen ooit de  houten "Rijnhuizerbrug" thans een moderne ophaalbrug. Aan de Herenstraat bevond zich ook herberg "De Zwaan" die er al was in de 17e eeuw, toen onder de naam "De Witte Zwaan".  Het pand wat er nu staat is 19e-eeuws met nog wat bewaard gebleven elementen uit de 18e eeuw. Aan de Herenstraat 9 staat het voormalige (neorenaissance) gemeentehuis van Jutphaas uit 1910.

## Fotogalerij

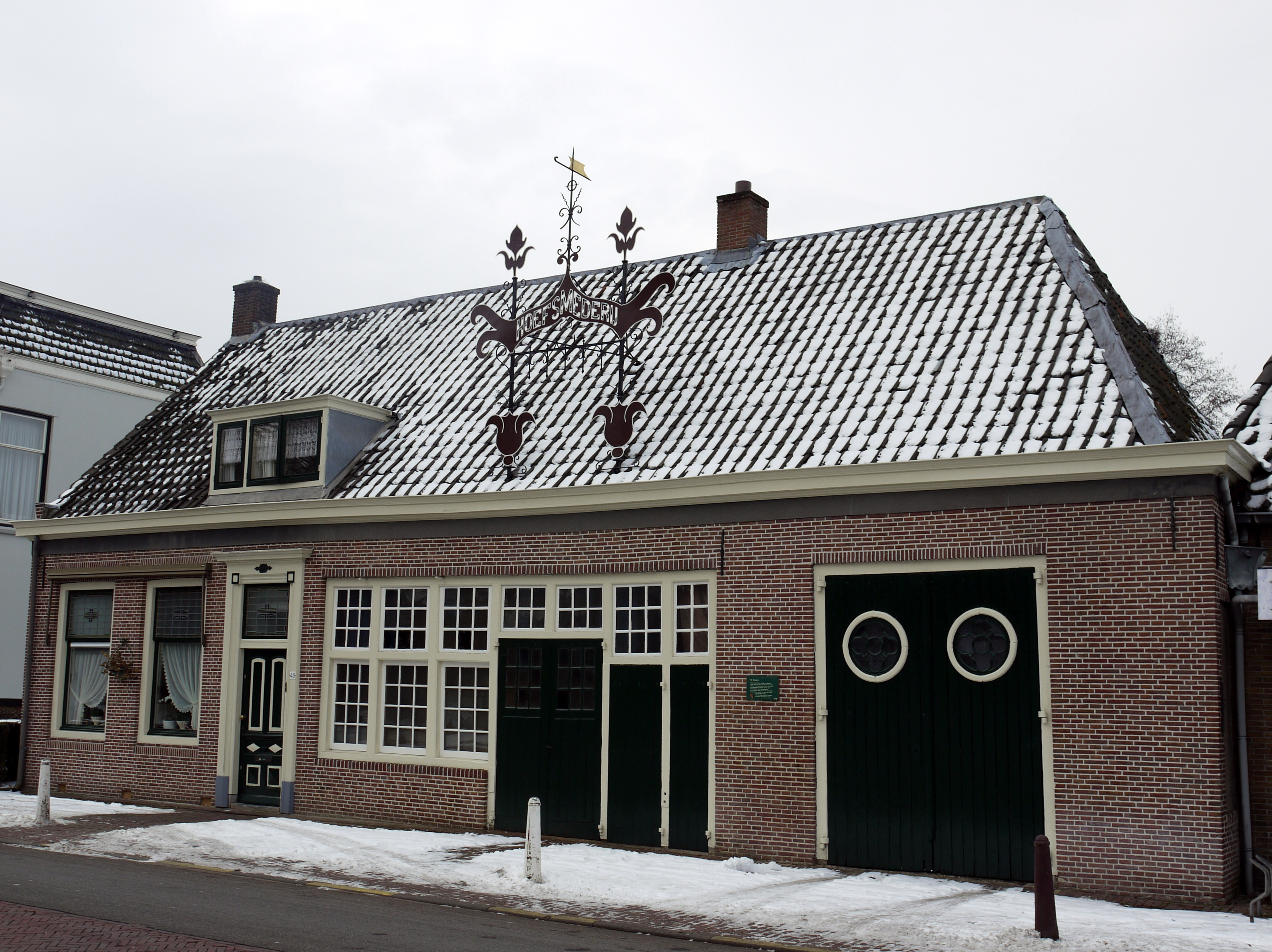
Woonhuis en voormalige smederij aan de Herenstraat 48, Nieuwegein (Jutphaas), gebouwd in de 18de eeuw (rijksmonument)
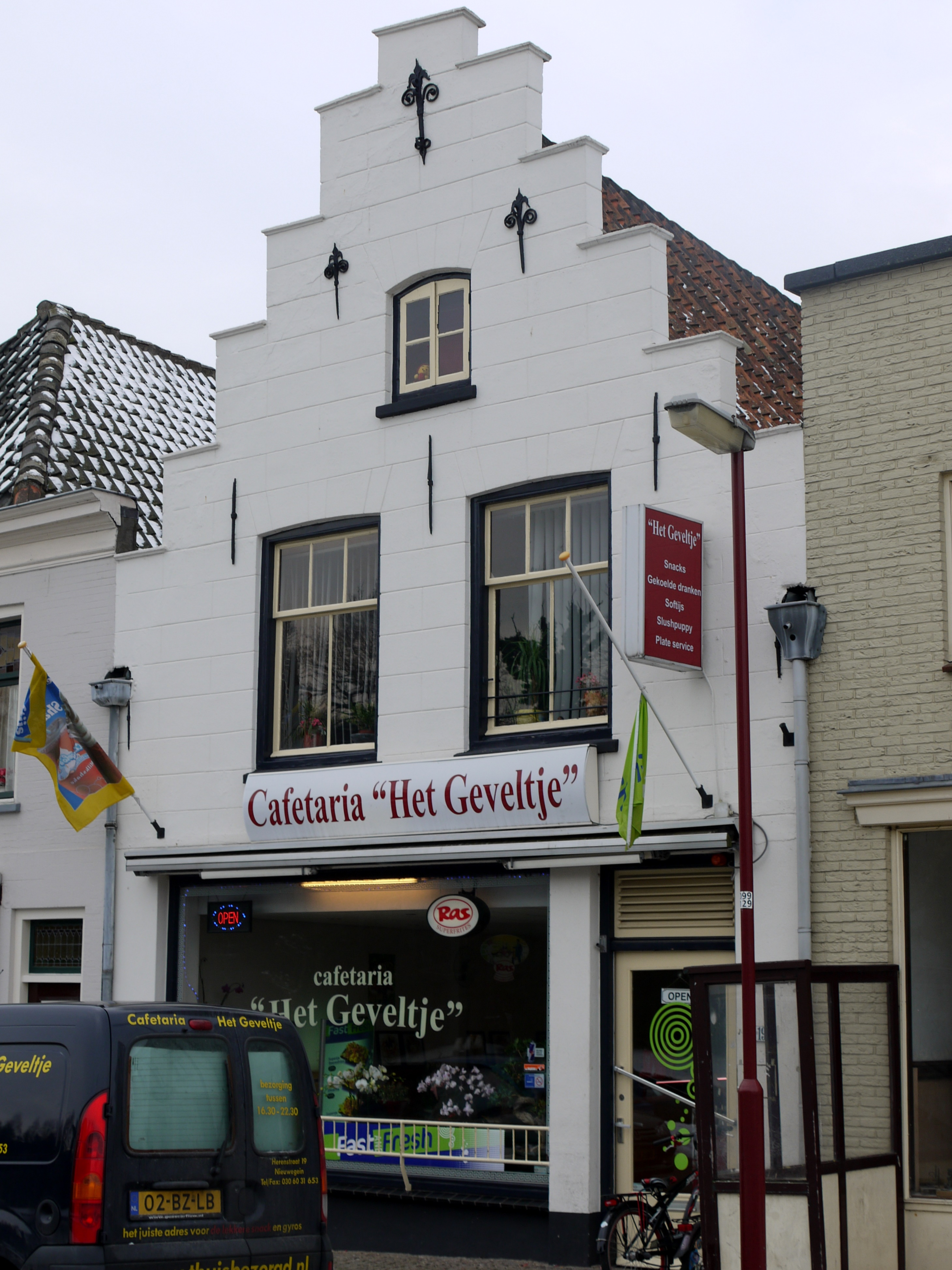
Herenstraat 19, gebouwd in de 17de eeuw (rijksmonument)
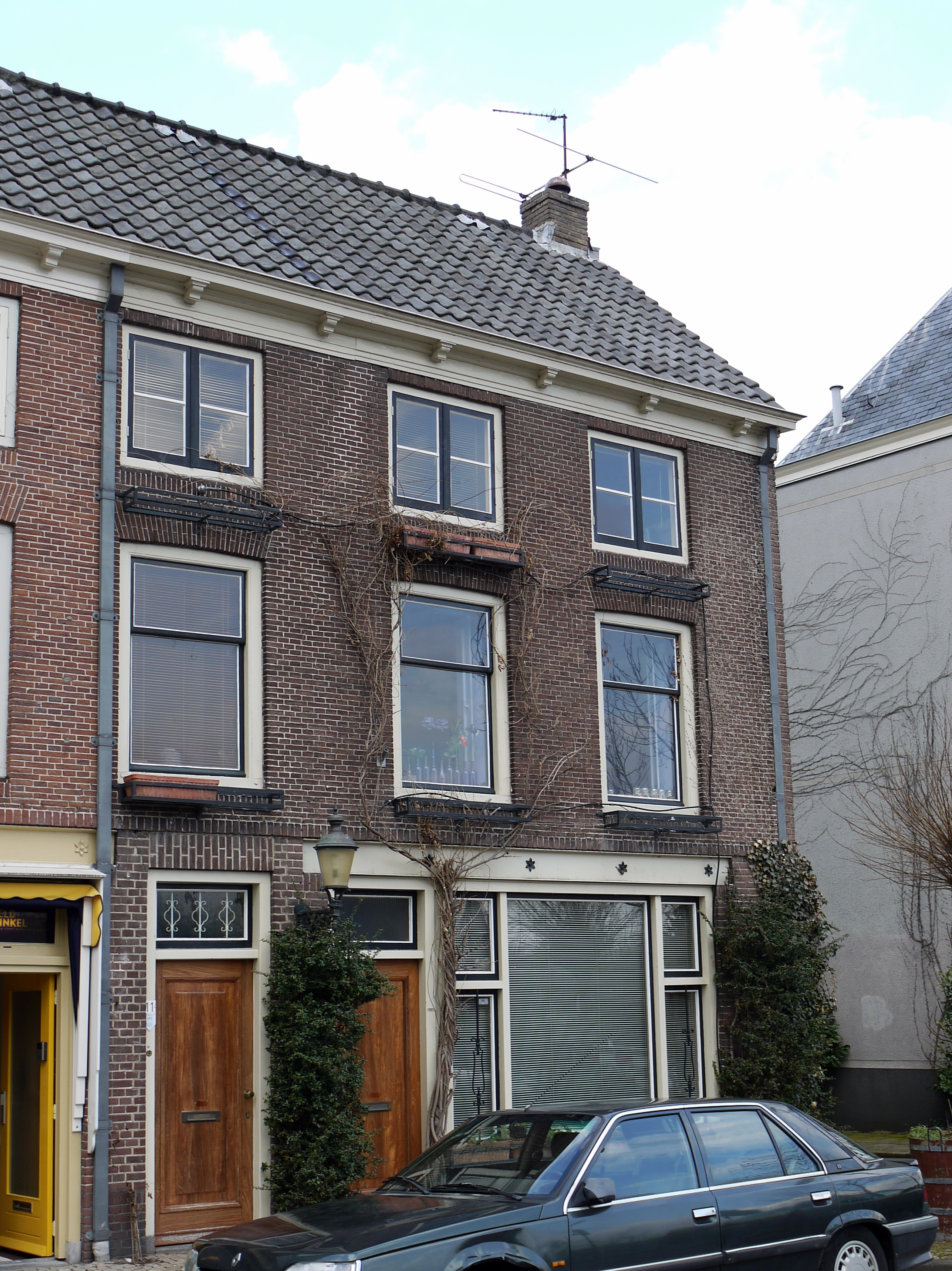
Herenstraat 10-11, gebouwd in de 18de eeuw (rijksmonument)
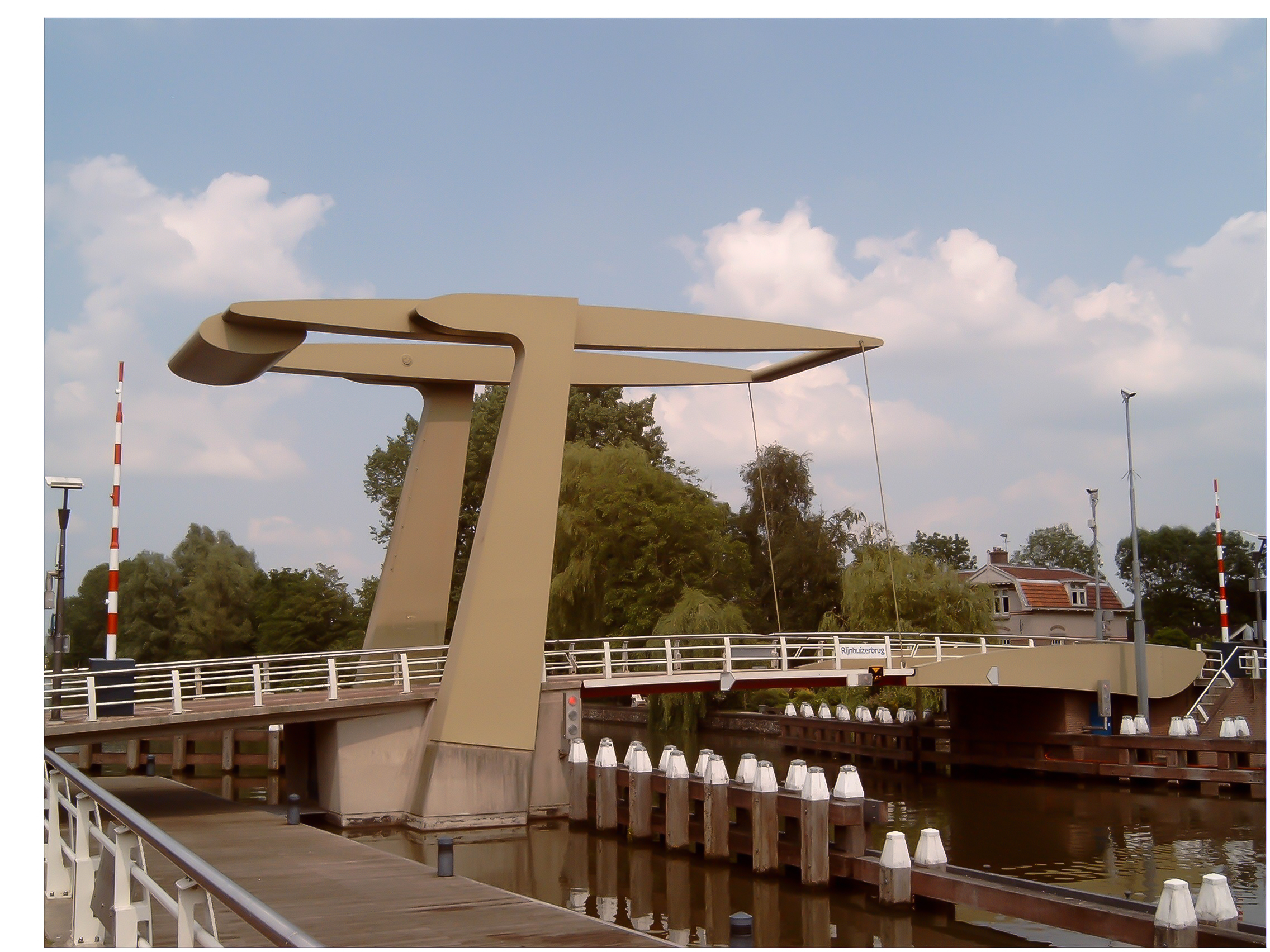
Rijnhuizerbrug over het Merwedekanaal, hier lag vroeger een houten brug met die naam